# Zsivány-sziklák

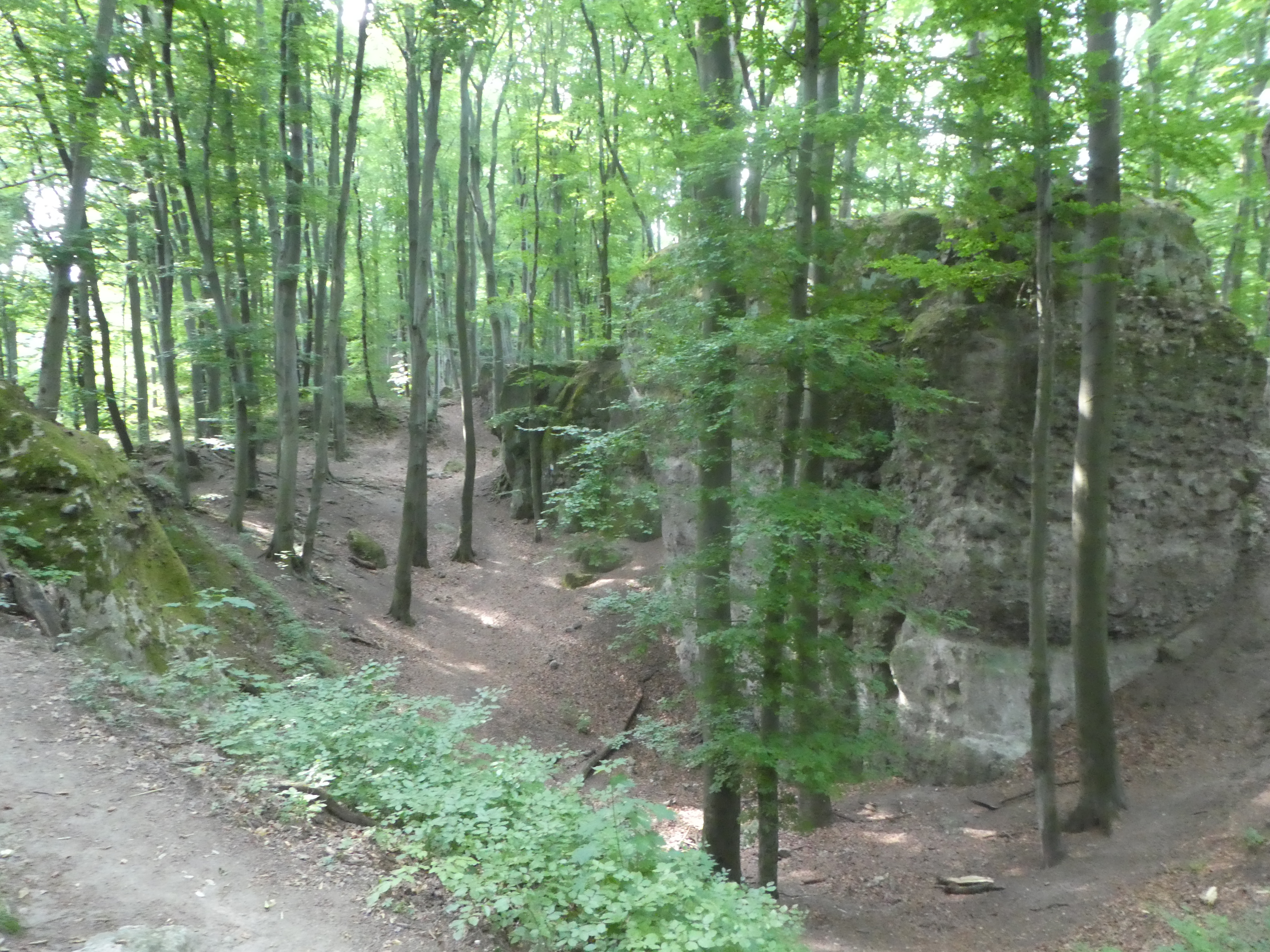
Zsivány-sziklák 1

A Zsivány-sziklák hegycsuszamlás által jött létre, mely árkokat szabdalt a területen. Ennek köszönhetően több barlang is létrejött, mint például a Nagy-Hideg-lyuk.
IV. Béla búvóhelye volt a mondák szerint, a kincseit is itt rejtette el a sziklák között, ezt később zsiványok keresték nem sok sikerrel és állítólag innen kapta a nevét ez a hely.

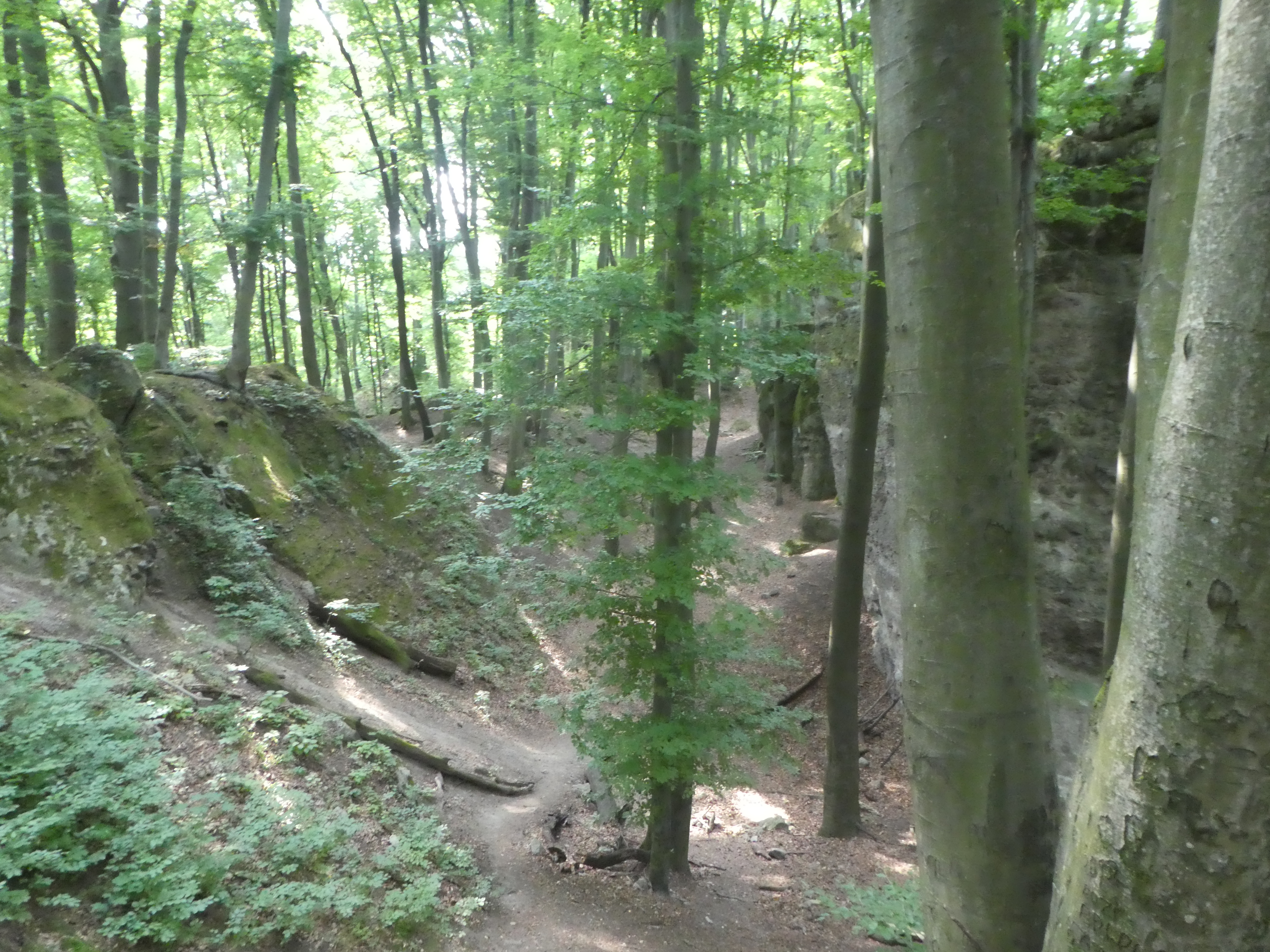
Zsivány-sziklák 2

## Szabadidő
Itt halad el az Országos Kéktúra 15-ös számú szakasza.

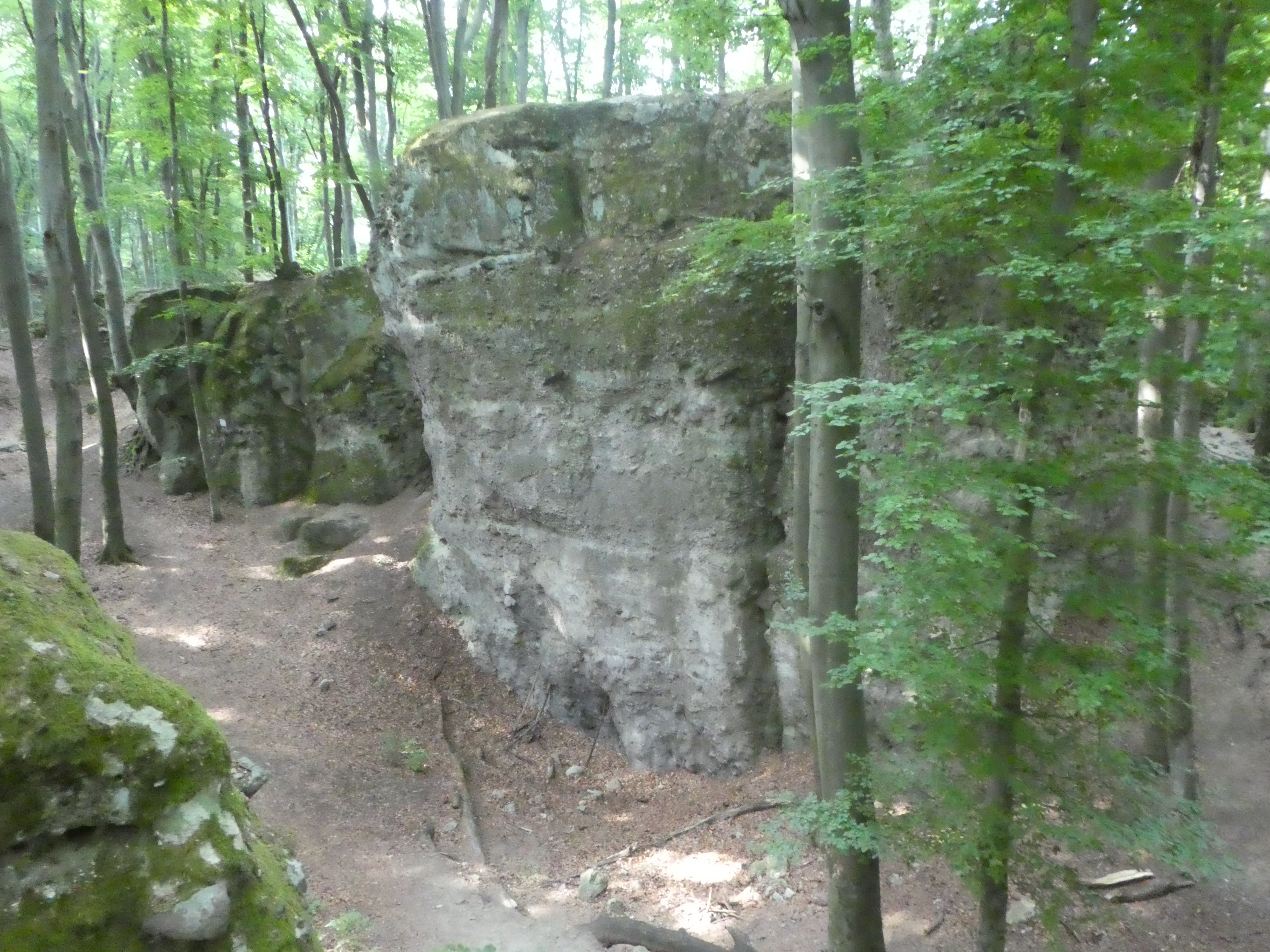
Zsivány-sziklák 3

## Megközelítése
Az Országos Kéktúra jelzésén Dobogó-kő felől 1,7 kilométer, Pilisszentkereszt felől 2,4 kilométeres túrával érhetünk a Zsivány-sziklákhoz.

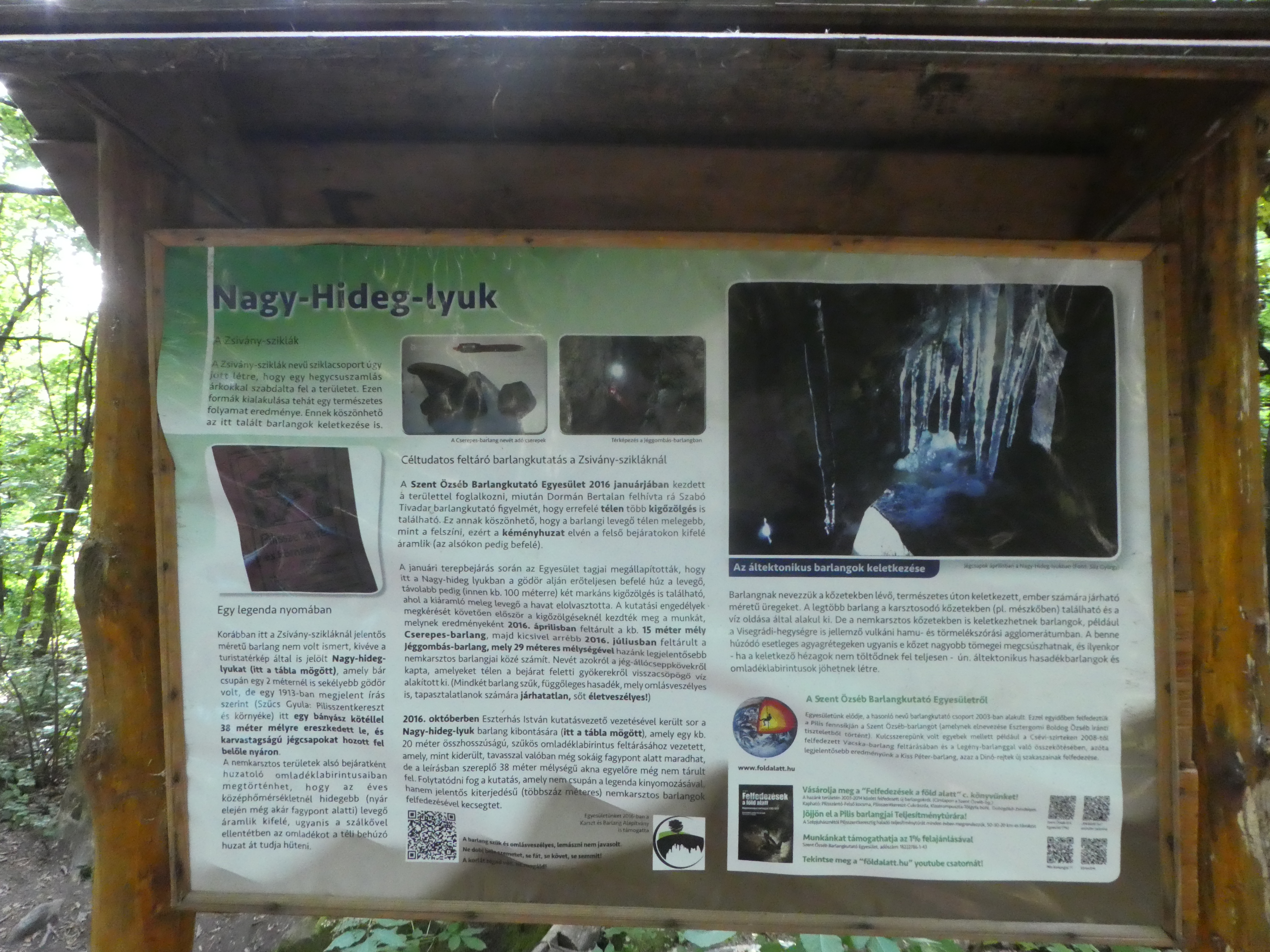
Zsivány-sziklák 4